# Hylemya latevittata
Hylemya latevittata är en tvåvingeart som först beskrevs av Stein 1908.  Hylemya latevittata ingår i släktet Hylemya och familjen blomsterflugor.
Artens utbredningsområde är Kanarieöarna. Inga underarter finns listade i Catalogue of Life.